# Harpagoxenus
Harpagoxenus es un género de hormigas perteneciente a la familia Formicidae, categorizado en la tribu Crematogastrini. Fue descrito por Auguste Forel en 1893.

## Especies
- Harpagoxenus canadensis Smith, 1939
- Harpagoxenus sublaevis (Nylander, 1849)
- Harpagoxenus zaisanicus Pisarski, 1963